# Chavicol
Chavicol (synonym p-Allylphenol) ist eine chemische Verbindung aus der Gruppe der Phenylpropene.

## Vorkommen

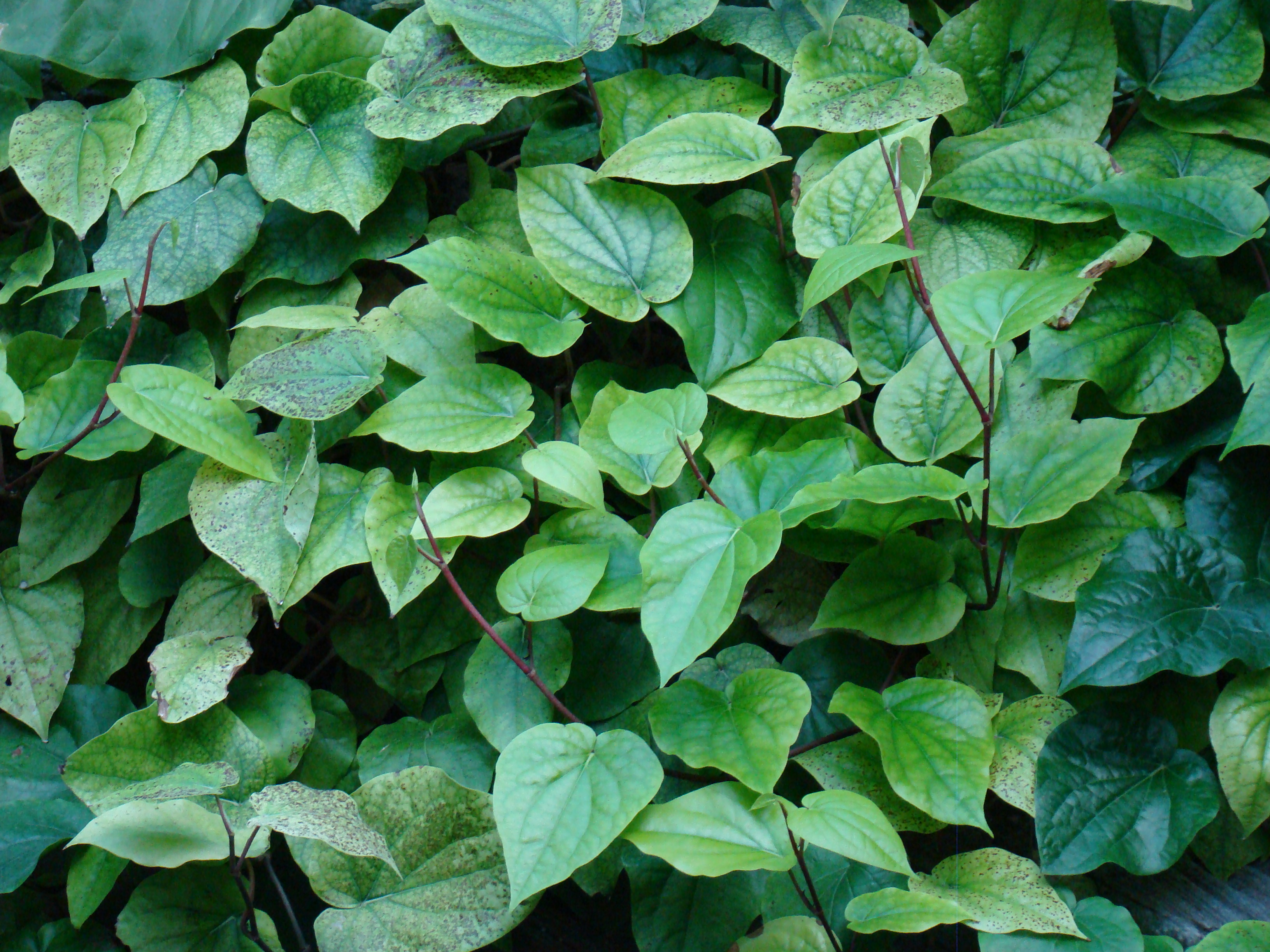
Betelpfeffer

Es kommt natürlich im Öl des Basilikums, des Betelpfeffers und im Öl des Bays vor. Chavicol findet sich im Zimt (Cinnamomum aromaticum). Chavicol liegt in einem Massenanteil von 30 bis 40 % im Öl des Betelpfeffers meist neben Terpenen vor, während es im Basilikumöl neben Estragol (synonym Methylchavicol) vorkommt. Im Öl des Bay liegt es neben Eugenol vor. In geringeren Mengen kommt es im Öl von Ocimum canum vor. Chavicol ist ein Lockstoff für die Käfer Diabrotica undecimpunctata und Diabrotica virgifera.

## Natursynthese
Die Biosynthese erfolgt aus p-Cumarylalkohol.

## Eigenschaften und Verwendung
Es wirkt schwach antibakteriell, mit einer MIC von 0,125 % Volumenanteil gegen Aeromonas hydrophila und 2 % Volumenanteil gegen Pseudomonas fluorescens.
Chavicol wird als Duftstoff in Parfüms, in Lebensmitteln und Spirituosen verwendet.